# Pombe

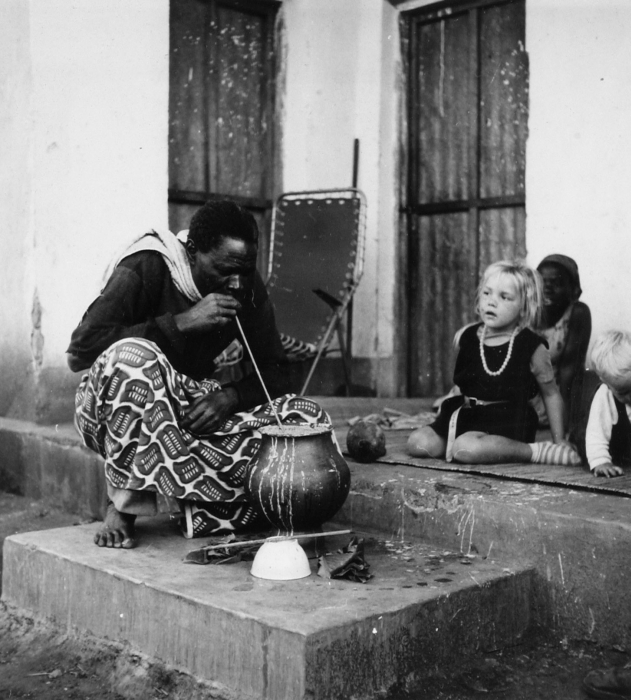
Pombe trinkender Mann vor dem Haus des niederländischen Kulturanthropologen Hendrik Ulbo Eric Thoden van Velzen in Tansania, 1967

Als Pombe (Swahili) bezeichnet man Biersorten in Ostafrika, die traditionell durch Fermentieren von Getreide oder Bananen unter Zusatz von Getreide und Wasser hergestellt werden. In den Ländern Uganda, Kenia, Tansania, Ruanda und Burundi ist Pombe entweder ein rötlich-trübes, süß schmeckendes und Alkohol enthaltendes Getränk aus Bananen mit der Zugabe von verschiedenen Hirsearten (z. B. Sorghum) oder es ist ein dickliches, fast breiartiges Getränk aus verschiedenen Hirsearten.

## Aus der Geschichte
Eine der frühesten Beschreibungen von Pombe eines europäischen Afrikaforschers findet sich bei Richard Francis Burton, der zusammen mit John Hanning Speke als erster Europäer 1858 auf den Tanganjikasee stieß. Zunächst beschrieb Burton die Herstellung aus Hirse, von der man die halbe Menge in Wasser Sprossen austreiben lässt, bis die gesamte Hirse gemahlen und unter Zugabe von etwas Honig mit Wasser aufgekocht wird. Nach drei Tagen Fermentierung fand Burton das Ergebnis essigsauer, konnte aber dennoch die körperlichen Symptome nach dem Genuss größerer Mengen schildern. Diese Pombe diente wegen ihrer dicklichen Konsistenz zugleich als Nahrungsmittel und ist noch heute bei den Sukuma beliebt. Ein Zwischending aus erfrischendem Getränk und Nahrungsbrei ist auch das in Äthiopien aus Teff hergestellte Tella, ebenso das im Sudan traditionelle Hirsebier Merisa.
Unter der Bezeichnung Mawa beschrieb Burton das teurere Bananenbier. An der Herstellungsmethode hat sich seit dieser Zeit nichts geändert.
Die Besteuerung der Pombe, die Einschränkung der Feste, bei denen sie rituell getrunken wurde, und die Abschaffung der Arbeitspombe für Zwangsarbeiter werden als Ursachen für den Maji-Maji-Aufstand angeführt, der 1905 in Deutsch-Ostafrika ausbrach.

## Hirsebier

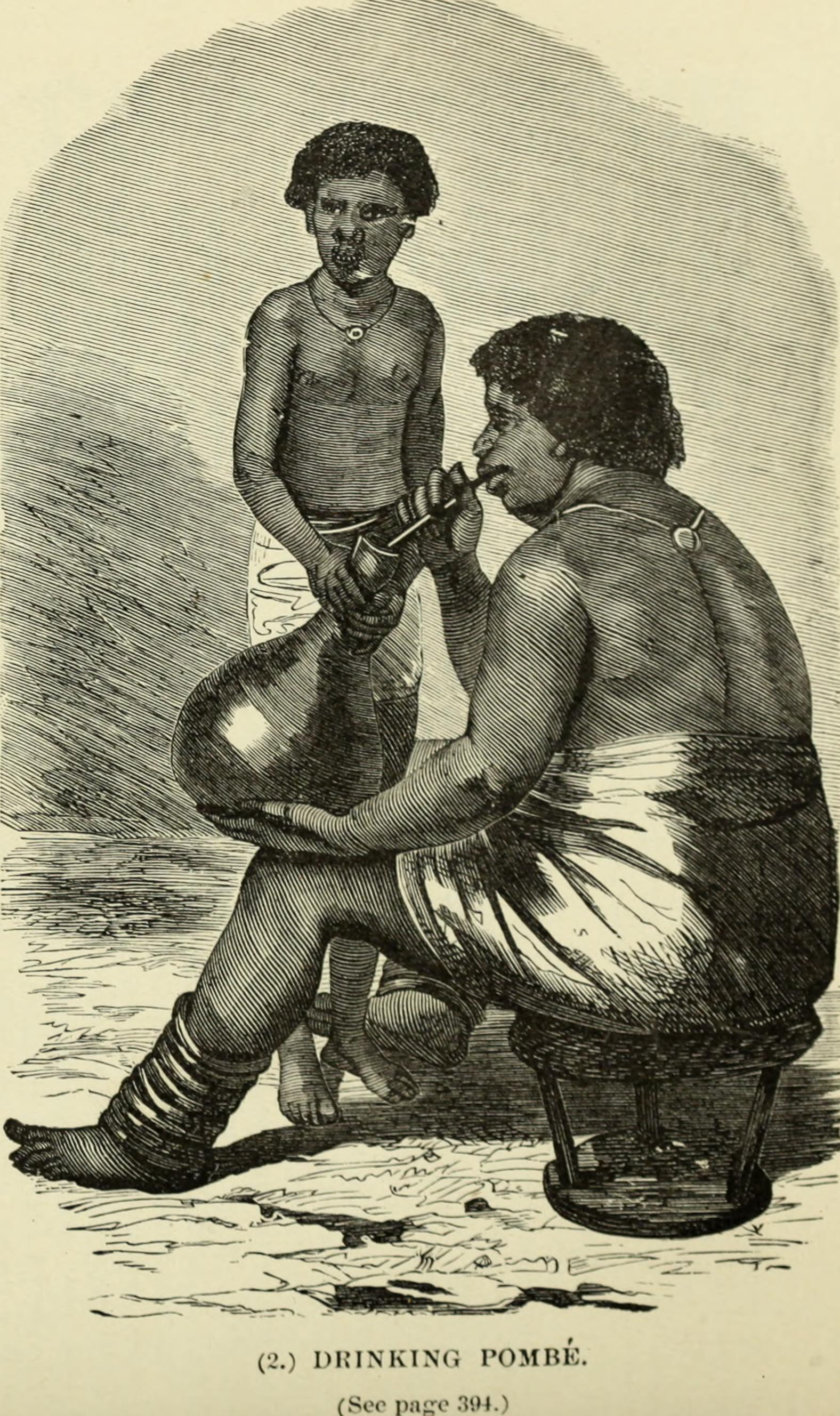
Illustration eines Pombetrinkers in den naturgeschichtlichen Betrachtungen The uncivilized races of men in all countries of the world... von John George Wood, 1877.

Reichskommissar Wissmann berichtet 1890 aus dem deutschen Schutzgebiet in Ostafrika, Pombe sei erfrischend und gesund und würde von seiner Truppe geschätzt. Den Alkoholgehalt gibt er mit 2,4 Prozent an. Aus dem von ihm nach Deutschland geschickten Pombe konnte 1893 erstmals im Labor eine Spalthefe in Reinform gewonnen werden. Nach ihrer Herkunft wurde sie Schizosaccharomyces pombe benannt. Bei der Ankunft in Deutschland 1890 wurde die Pombe als „säuerlich...verdorben und nicht sonderlich angenehm“ beschrieben. Das Getränk war allerdings zu diesem Zeitpunkt fünf Wochen unterwegs gewesen, die normale Lagerzeit beträgt wenige Tage.
Das kenianische Pombe aus Sorghum hat mit 2 Prozent weniger Alkohol als das Dolo in Burkina Faso (3,5 bis maximal 6 Prozent) oder südafrikanisches Sorghumbier (3,2 Prozent). Die Herstellung von Hirsebier ist in ländlichen Regionen ein wichtiger Nebenverdienst von Frauen. Das Getränk wird über Zwischenhändler an Bars verkauft oder auf Märkten angeboten. Daneben spielt Pombe eine Rolle im nachbarschaftlichen Tauschgeschäft, beispielsweise als Gegenleistung für die Mithilfe beim Dachdecken. Die Pombe-Mischung wird in 200-Liter-Ölfässern angesetzt und muss etwa acht Stunden heiß gehalten werden. Nach demselben Verfahren wird anstatt Hirse in manchen Regionen Mais verwendet. Der Verkauf von Pombe lohnt sich für die Frauen auch dann, wenn die Hirse gekauft und das Feuerholz selbst gesammelt wird.

## Bananenbier
In den Regionen mit Bananenanbau werden mehrere Bananensorten unterschieden und nach Verwendungszweck eingeteilt in: Kochbananen (etwa die Hälfte der Stauden), kleine dünnschalige Dessertbananen zum direkten Verzehr und große Bananen mit dicker Schale zum Bierbrauen, die insgesamt ein Viertel bis ein Drittel des Bestandes ausmachen; für die Region Buhaya lauten die untersten Angaben ein Drittel. In Buganda werden Bierbananen Mbide genannt. Dort gelten als vierte Unterscheidung noch Röstbananen (Gonja), die traditionell nur von Männern mit besonderem sozialem Ansehen geröstet und zusammen mit Fleisch verzehrt werden.
Zur Herstellung von Bananen-Pombe, im nördlichen Tansania Mbege genannt, werden reife Bananen zunächst geschält. In Ruanda werden die Bananen von Frauen von Hand zerquetscht, in den anderen Ländern zumeist in Holztrögen von Männern mit den Füßen gestampft. Dabei werden jeweils drei Teile Bananen mit einem Teil Wasser und mit festem grünem Gras der Gattung Agrostis als Beigabe vermischt. Danach wird die Flüssigkeit in einen sauberen Topf gesiebt; das Gras dient dabei zur Klärung. Zur Verbesserung von Farbe und Geschmack kommt geröstete und gemahlene Hirse hinzu. Die Vergärung dauert 18 bis 24 Stunden. Da im Gegensatz zur Herstellung von Hirsebier nicht erhitzt wird, sind genügend Hefen zur Gärung vorhanden.
In sämtlichen genannten Ländern gibt es die Methode, noch grüne Bananen zu ernten und in vier bis sechs Tagen abgedeckt in einem Erdloch nachreifen zu lassen. In Burundi wird die Grube zur Verhinderung von Fäulnis vorher ausgebrannt und mit Bananenblättern ausgekleidet; die hinein gelegten Stauden werden mit weiteren Blättern abgedeckt. In Uganda und Ruanda werden die Bananen auf heiße Asche gelegt oder es wird kreisförmig am Rand ein Feuer entzündet.
Die Vermarktung von auf dem Land hergestellten Bananenbier ist, auch wenn Bananen eingekauft werden, für die Frauen ein Geschäft. Die Herstellung des hochprozentigen Gongo im Nordwesten Tansanias, der durch ein- bis zweimalige Destillation aus Bananenbier gewonnen wird, ist eigentlich illegal, die Lieferung in Städte aber lohnend.
Gesellschaften, deren Wirtschaftsform wegen ausreichender Niederschläge traditionell auf dem Anbau von Bananen beruht, konsumieren Bananenbier wie anderswo das Hirsegetränk auch als Nahrungsmittel. Dazu zählen Gebiete westlich und nördlich des Viktoriasees, das sind Buhaya in Tansania und die alten Königreiche in Uganda. Es ist hier Brauch, dass der Vater des Bräutigams einen Brautpreis in Form von Pombe, Bananen, Reis und Geld überreicht. 
Zwei etwas unterschiedliche Getränke aus Bananen und Sorghum in Kenia heißen Urwage und Lubisi. Auswahl und Mischung der verwendeten Bananensorten entscheidet über einen neutralen oder würzigeren Geschmack.
In Ruanda spielt Pombe als Urgwawa nach dem Völkermord eine Rolle als Mittel zur Wiedergutmachung bei Streitfällen in den traditionellen Dorfgerichten, den Gacaca; es dient dort als eine symbolische Genugtuungszahlung.

## Andere traditionelle Alkoholgetränke
Die im westlichen Kenia lebenden Luhya brauen aus Maismehl das Bier Busaa mit einem Alkoholgehalt zwischen 2 und 7,5 Prozent und aus Fingerhirse das Bier Chekwe. Nur im Distrikt Meru wird aus Perlhirse das trübe Bier Marwa gebraut.
Die Kikuyu in Kenia stellen aus Zuckerrohrsaft den Wein Muratina her. Als Ferment dient die an der Sonne getrocknete und danach in Zuckerrohrsaft eingeweichte Frucht des Leberwurstbaums, die dem säuerlichen Getränk seinen Namen gab. Der Alkoholgehalt beträgt 2 bis 9 Prozent. An der kenianischen Küste wird aus dem Saft der Blütenkolben der Kokospalme der Palmwein Mnazi hergestellt. 
Changaa ist ein hochprozentiger kenianischer Schnaps aus Getreidearten.